# Terra incognita (география)
Вижте пояснителната страница за други значения на Terra incognita.
Terra incognita (произнася се „тѐра инкòгнита“, на латински: непозната земя) е географски термин за обозначаване на непознати и неизследвани територии в древността.
Днес този термин се използва за означаване на неясни и неоснователни доводи. Те могат да бъдат създадени по политически причини, при липса на исторически извори и субективна интерпретация.